# 가와도역
가와도역(일본어: 川戸駅)은 일본 시마네현 고쓰시에 위치한 서일본 여객철도 산코 선의 철도역이다. 단선 승강장 1면 1선의 구조를 갖춘 지상역이었다.

## 이용 현황
| 승차 인원 추이 | 승차 인원 추이 |
| 연도           | 1일 평균       |
| -------------- | -------------- |
| 1999           | 117            |
| 2000           | 113            |
| 2001           | 103            |
| 2002           | 97             |
| 2003           | 87             |
| 2004           | 83             |
| 2005           | 87             |
| 2006           | 82             |
| 2007           | 102            |
| 2008           | 90             |
| 2009           | 80             |
| 2010           | 63             |
| 2011           | 54             |
| 2012           | 51             |
| 2013           | 40             |

## 역 주변
- 고노 강
- 고쓰 시청 사쿠라에 청사

## 역사
- 1930년 4월 20일 : 산코 선 개업 당초 남쪽 종착역으로서 설치.
- 1931년 5월 20일 : 산코 선이 이와미카와고에역까지 연장. 도중역으로 전환.
- 1955년 3월 31일 : 산코미나미 선 개업에 의해, 산코 선이 산코키타 선으로 개칭되어, 이 역도 그 소속으로 함.
- 1975년 8월 31일 : 이 역을 포함한 고쓰역 - 미요시역 간이 전체 개통했기 때문에 산코키타 선이 현행 산코 선의 일부로 되어, 이 역도 그 소속으로 함.
- 1987년 4월 1일 : 일본국유철도 분할 민영화에 의해, 서일본 여객철도가 승계.
- 1999년 3월 : 교행 설비 철거.
- 2018년 4월 1일 : 산코 선의 폐선에 따라 역의 영업 업무 종료.

## 인접 역
| 서일본 여객철도 산코 선 | 서일본 여객철도 산코 선 | 서일본 여객철도 산코 선 |
| ----------------------- | ----------------------- | ----------------------- |
| 가와히라 고쓰 방면      | ■ 산코 선               | 다즈 미요시 방면        |